# Melvin Levett
Melvin Levett, né le 25 avril 1976, à Cleveland, en Ohio, est un ancien joueur américain de basket-ball. Il évolue au poste d'arrière.